# Pivovar Staré Sedliště
Pivovar Staré Sedliště (též Panský pivovar Staré Sedliště) stával v hospodářských prostorách zámku v obci Staré Sedliště.

## Historie
První písemná zmínka o pivovaru pochází z roku 1571. V letech 1772 až 1782 byl majitelem zámku a pivovaru známý mineralog a geolog Ignác Antonín Born. Výroba piva postupně rostla a v roce 1909, kdy pivovar zažíval největší rozkvět, činil výstav 5600 hl. Po první světové válce došlo (stejně jako u většiny dalších pivovarů) k poklesu výroby a rok 1928 znamenal pro pivovar ukončení výroby. V roce 1929 se stal skladem pivovaru v Chebu.
Pivovar byl spolu se zámkem v roce 1970 zbořen. Dnes na místě zámku stojí prodejna postavená ve stylu socialistického realismu. V místech bývalého pivovaru dnes najdeme pouze rybník.